# 1. ballada (Liszt)
Liszt Ferenc 1. balladája (A keresztes vitéz éneke), az S.170-es jegyzékszámú zongoramű végleges változata 1848-ban készült el. Nyomtatásban 1849-ben jelent meg, és az ajánlás Eugen von Wittgenstein hercegnek szólt.

## A mű születése
Liszt két balladát írt, valószínűleg Chopin és a romantikus költészet hatására. A ballada műfaját, a romantika tipikus zongoradarabját, Chopin honosította meg, majd Liszt után Brahms és Grieg palettáján is megjelent. A zenei ballada kötetlen, egytételes zongoramű, amit minden komponista a saját mondanivalójának megfelelően alkalmazott.
A mű első változatát Liszt 1845-ben írta Reimsben, majd 1848-ban átdolgozta. A darab kottája 1849-ben jelent meg a lipcsei Kistner, majd a párizsi Meissonnier Fils kiadó gondozásában. Utóbbi kottában jelent meg a ballada francia nyelvű alcíme: A keresztes vitéz éneke, franciául: Le chant du croisé. A balladához Liszt nem mellékelt programot, az alcímről sem maradt fenn semmi adat. A mű ajánlása Eugen von Wittgenstein hercegnek, Carolyne zu Sayn-Wittgenstein hercegnő szobrász unokaöccsének szólt, aki Lisztről érmét mintázott.

## A zene
A Desz-dúr balladát a még zongoristaként vándoréveit élő, koncertről koncertre utazó Liszt komponálta Reimsben, koncertturnéja közben, repertoárja bővítése céljából. Romantikus, virtuóz, lírai, dallamos, mégis igazi bravúrdarab, ami ennek ellenére háttérbe szorult Liszt második balladájával szemben.
Formai szerkezete: preludio, A, B, A variáns, kóda. A preludio adja a darab balladai hangulatát. Az A szakasz páratlan ütemű (3/4-es), érzelmes Andantino con sentimento. A középrész kontraszt jellegű, 4/4-es induló (Tempo di marcia animato), de szerepel itt a spiritoso (szellemesen) utasítás is. Az induló hangneme: A-dúr – Fisz-dúr – A-dúr. August Göllerich, Liszt tanítványa és életének egyik krónikása jegyezte fel, hogy az idős mester 1885-ben, Rómában, azt mondta Luigi Gullinak, másik tanítványának, hogy ezt a részt „igen fessül és gyorsan” kell előadni. Zenetörténészek szerint az induló egyik részlete Franz Schubert Téli utazás című dalciklusának egyik dalának (A folyón) motívumára emlékeztet. Ebben az időszakban kezdett megjelenni Liszt műveiben a magyaros jelleg, ami ebben a művében is felismerhető. Az A variáns részben gyorsabb, virtuózabb változatban tér vissza az első szakasz anyaga (Con forza e bravura). A kódában az induló témájával (Desz-dúrban), fortissimóban fejeződik be a ballada.